# 4499 Девідаллен
4499 Девідаллен (4499 Davidallen) — астероїд головного поясу. Відкритий Робертом Макнотом 4 січня 1989 року. Названий на честь британського астронома Девіда Ентоні Аллена.
Тіссеранів параметр щодо Юпітера — 3,171.